# Port lotniczy Surat Thani
Port lotniczy Surat Thani (IATA: URT, ICAO: VTSB) – port lotniczy położony 21 km na zachód od Surat Thani, w prowincji Surat Thani, w Tajlandii. Posiada jeden utwardzony pas startowy i jest dziesiątym najbardziej ruchliwym lotniskiem w Tajlandii pod względem liczby pasażerów. Rocznie obsługuje prawie półtora miliona pasażerów.